# Похороненная 2
«Похороненная 2» (англ. ChromeSkull: Laid to Rest 2), также известный как «Хромскулл: Похороненная 2» — американский фильм ужасов в жанре слэшер, сиквел фильма «Похороненная», снятый режиссёром Робертом Грином Холлом и написанный им в соавторстве со сценаристом Кевином Бокарде. К своим ролям из первого фильма вернулись Ник Принсип и Томас Деккер.
Премьера состоялась 20 сентября 2011 года на DVD и Blu-ray.
В настоящее время в разработке находится приквел под названием «Похороненная: Эксгумация».

## Сюжет
Сюжет стартует на том же месте, на котором закончился первый фильм. Израненный и изуродованный Хромскулл находится на грани жизни и смерти, но его приспешники спасают его. Пока искалеченный Хромскулл лечится под присмотром своей помощницы Спэнн, один из подельников маньяка, Престон, выслеживает главных героев первого фильма — Принцессу и Томми. Престон убивает Принцессу, что приводит Хромскулла в ярость.
Спустя три месяца Престон, который разочаровался в Хромскулле, пытается найти уцелевшего в прошлый раз Томми. В это же время Спэнн пытается занять место Престона и во всём льстит Хромскуллу, чтобы добиться его расположения. Чтобы добиться уважения Хромскулла, Спэнн находит для него новую жертву — слепую официантку Джессику. Хромскулл нападает на дом девушки, убивает её подругу и похищает её. Полиция выходит на след Хромскулла и решает забрать Томми для повторного допроса, тем самым спасая его от Престона, который переоделся Хромскуллом и случайно убил соседа Томми по комнате.
Тем временем Джессика приходит в себя внутри гроба на фабрике. Престон насмехается над девушкой и приказывает рабочим создать новое оружие. В это же время полиция, благодаря наводке, вычисляет местонахождение Джессики и направляет на фабрику одного из своих детективов. Престон и его помощники тестируют на Джессике своё новое оружие — пружинный нож с шестью лезвиями. После этого Престон похищает Томми и приносит его на фабрику. Там он объясняет, что Хромскулл уволил его, так как он подражал Хромскуллу и постоянно подставлял его. Полностью обезумевший Престон меняет свою внешность, чтобы полностью соответствовать Хромскуллу, который уже идёт на фабрику, чтобы устранить его.
Томми и Джессика пытаются освободиться из плена, в то время как на фабрику проникают два детектива, которые разыскивают своего коллегу, который был отправлен на эту фабрику ранее. В это же время на фабрику прибывает и Хромскулл. Убив обоих детективов, Хромскулл и Престон сражаются друг с другом, но Хромскулл одерживает верх в битве и обезглавливает Престона за неповиновение. После этого Хромскулл забирает оружие Престона и вырубает Томми и Джессику. Внезапно на фабрику врывается отряд полиции и маньяк вступает в бой с полицейскими. В ходе схватки Хромскулл убивает всех полицейских. После этого он собирается добить Джессику, но она начинает тянуть время, давая раненому детективу застрелить Хромскулла.
После этого появляется группа сотрудников ФБР, которые забирают Джессику с собой и сообщают детективу, что возьмут это расследование на себя. Внезапно Хромскулл приходит в себя на фабрике и сбегает в Голливуд, где обсуждает со Спэнн свои дальнейшие действия в отношении Джессики.
В сцене после титров показано, как агенты ФБР допрашивают беременную жену Хромскулла, которая даже не подозревает о кровавых делах своего мужа. Когда агенты рассказывают ей правду, женщина приходит в шок, после чего забирает пистолет одного из агентов и с его помощью стреляет себе в рот.

## В ролях
| Актёр             | Роль                     |
| ----------------- | ------------------------ |
| Ник Принсип       | Хромскулл/Джесси Кроменс |
| Томас Деккер      | Томми                    |
| Мими Майклз       | Джессика                 |
| Брайан Остин Грин | Престон                  |
| Оуайн Йомен       | командир детективов      |
| Даниэль Харрис    | Спэнн                    |
| Гейл О’Грэйди     | Нэнси Кэннон             |
| Джонатон Шек      | агент Селлс              |
| Крис Нельсон      | детектив Макс            |
| Анджелина Армани  | детектив Холланд         |
| Бретт Вагнер      | детектив Тайни           |
| Эллисон Кайзер    | Принцесса                |
| Брианна Девис     | миссис Кроменс           |
| Эйми-Линн Чедвик  | Элли                     |
| Крис Корнел       | детектив Трост           |
| Кемден Той        | доктор Керр              |
| Алекс Йовика      | офицер Кохерн            |

## Релиз
Фильм был выпущен компанией Image Entertainment на DVD и Blu-ray 20 сентября 2011 года сразу в двух версиях: версию с рейтингом и версию без рейтинга. В тот же день фильм был выпущен в Канаде компанией E1 Entertainment.

## Реакция
Стив Бартон из Dread Central поставил фильму положительную оценку в 4 балла из 5, сказав, что это «возможно, самый душераздирающе жестокий слэшер всех времён» и «бескомпромиссный, непоколебимый и совершенно безумный маленький фильм, от которого вы будете задыхаться и радоваться каждому убийству до самого последнего кадра».
Шон Сэвидж из веб-сайта Bloody Disgusting назвал фильм «довольно увлекательным фильмом с безумно креативными и жестокими сценами кровавой бойни».

## Будущее
В разработке находится третий фильм франшизы под названием «Похороненная: Эксгумация», который должен стать приквелом к первому фильму.
Изначально планировалось начать съёмки триквела в середине 2017 года, но Роберт Грин Холл отложил производство, чтобы доработать сценарий. Затем съёмки вновь были возобновлены, но в мае 2021 года Холл трагически погиб и производство приквела было отложено на неопределённый срок.